# 武尚賢
武尚賢（1532年—？），字君進，順天府永清縣人，民籍，明朝政治人物。

## 生平
嘉靖三十七年（1558年）戊午科順天府鄉試第一百十七名舉人。嘉靖四十一年（1562年）中式壬戌科三甲第一百三十四名進士。四十三年任钱塘县知县。隆慶六年（1572年）任直隸真定府知府。

## 家族
曾祖武清；祖父武敞；父武伯，母何氏。永感下。弟尚登、尚科、尚學。